# Dick Hichens-Bergström
För andra betydelser, se Rikard Bergström.
Per Richard "Dick" Hichens-Bergström, född 13 augusti 1913 i Oscars församling i Stockholm, död 9 maj 1989, var en svensk diplomat och jurist.

## Biografi
Hichens-Bergström avlade juris kandidatexamen i Uppsala 1937 och genomförde tingstjänstgöring vid Södersysslets domsaga 1937–1938. År 1938 blev han attaché vid Utrikesdepartementet (UD), 1939 tjänstgjorde han i San Francisco, året efter i Washington, D.C. och blev legationssekreterare där 1943. 1944 var han andre sekreterare vid UD, förste sekreterare 1946, förste ambassadsekreterare i Paris 1948, Bern 1949, Moskva 1951, tillförordnande ambassadråd där 1952, byråchef vid UD 1953–1956 och biträdande chef politiska avdelningen där 1956–1959. 1959–1963 var han sändebud i Teheran och Bagdad, även Kabul 1960–1963. Hichens-Bergström var chef för politiska avdelningen vid UD 1964–1967, sändebud i Oslo 1968-1973 samt i Rom och på Malta 1973–1979.
Han hade särskilt uppdrag för Sveriges riksbank i Washington  1941–1943, ombud för luftfartsförhandlingen med Sovjetunionen med fler länder 1945–1947, sekreterare för svenska delegationen vid FN:s generalförsamling 1947 och 1948, riksdagens utrikesutskott 1948, diverse uppdrag i Genève 1950, 1951 och 1954–1958 samt sekreterare och sakkunnig vid nordiska utrikesministermöten 1953–1956 och 1964–1967. 1953–1959 var han lärare vid Försvarshögskolan (FHS), ombud i FN:s generalförsamling 1964-1967, expert i 1965 års försvarsutredning, ledamot i nedrustningsdelegationen 1965–1967, ordförande i Sveriges delegation vid europeiska säkerhetskonferensen i Genève 1973–1974, ständig representant i FN:s livsmedels- och jordbruksorganisation (FAO) 1975–1979 och han hade flera konsultuppdrag för svenska industrin.

### Familj
Hichens-Bergström var son till kammarrådet Richard Bergström och Jenny Glimstedt samt bror till operasångaren Margareta Bergström-Kärde. Hans farfar var folkloristen Richard Bergström och morfar justitierådet Peter Olof Glimstedt. Per Glimstedt var hans morbror.
Han var gift första gången 1940 till 1961 med Ingrid Bredenberg (1914–2013), andra gången från 1961 med journalisten Marianne Höök (1919–1970) och tredje gången från 1972 med Ann Angell-Sandnes. I första äktenskapet hade han barnen Maud (född 1947) och Richard Hichens-Bergström (född 1948). Hichens-Bergström gravsattes den 5 juni på Norra begravningsplatsen i Solna kommun.

## Utmärkelser
Hichens-Bergströms utmärkelser:
- Riddare av Nordstjärneorden (RNO)
- Kommendör av 1. klass av Norska Sankt Olavsorden (KNS:tOO1kl)
- Kommendör av Danska Dannebrogorden (KDDO)
- Kommendör av Finlands Lejons orden (KFinlLO)
- Kommendör av Isländska falkorden (KIFO)
- Kommendör med stora korset av Iranska Homa-Youneorden (KmstKIranHYO)
- Kommendör av Perus Solorden (KPeruSO)
- Officer av Nederländska Oranien-Nassauorden (OffNedONO)
- Riddare av Grekiska Fenixorden (RGrFenO)